# Spinning Wheel
Singles de Blood, Sweat and Tears
You've Made Me So Very Happy
(1969) And When I Die
(1969)
Spinning Wheel est une chanson américaine du groupe Blood, Sweat and Tears composée et écrite par son chanteur David Clayton-Thomas, extraite de leur album homonyme de 1969. Elle est jouée le 17 août 1969 au festival de Woodstock puis est classée no 2 au Billboard Hot 100, no 1 dans le Hot Adult Contemporary Tracks du Billboard puis no 45 au Hot R&B/Hip-Hop Songs en 1969. Spinning Wheel est nommée au Grammy Award de la chanson de l'année et au Grammy Award du disque de l'année en 1970 et reçoit finalement celui du meilleur arrangement musical accompagnant un chanteur.

## Récompenses
- 1970 : Grammy Award du meilleur arrangement musical accompagnant un chanteur pour Fred Lipsius accompagnant Blood, Sweat and Tears.

## Versions
Enregistrée par, :
- Barbara Acklin
- Chet Baker
- Long John Baldry
- Shirley Bassey sur l'album Something puis remixée par DJ Spinna sur l'album The Remix Album...Diamonds Are Forever
- Ran Blake (instrumental)
- Monika Brodka
- James Brown
- Ray Bryant (instrumental)
- Jaki Byard (instrumental)
- Giulio Capiozzo (instrumental)
- Peter Cincotti
- Ray Conniff
- Sammy Davis Jr.
- Percy Faith (instrumental)
- Maynard Ferguson (instrumental)
- Ella Fitzgerald
- Erroll Garner (instrumental)
- Benny Goodman (instrumental)
- Lionel Hampton (instrumental)
- Craig Handy (instrumental)
- Ted Heath (instrumental)
- Jack Jones
- Salena Jones
- Peggy Lee
- Ranee Lee
- The Lettermen
- Junior Mance (instrumental)
- Wade Marcus (instrumental)
- Jimmy McGriff (instrumental)
- Catherine McKinnon
- NRBQ
- Korla Pandit (instrumental)
- Oscar Peterson (instrumental)
- Howard Roberts (instrumental)
- Roberto Roena (instrumental)
- John Schroeder
- Ian Shaw (instrumental)
- Mel Tormé
- The Ventures
- Nancy Wilson
- Andrew Strong (album Out of Time - 2000)